# ألبرت كيتسون
ألبرت كيتسون (بالإنجليزية: Albert Ernest Kitson)‏ هو عالم طبيعي وعالم نبات وجيولوجي أسترالي ونيجيري، ولد في 21 مارس 1868 في Audenshaw ‏ في المملكة المتحدة، وتوفي في 8 مارس 1937 في بيكونسفيلد ‏ في المملكة المتحدة.